# Oliver Betke
Oliver Betke (* 17. Dezember 1966 in Phoenix (Arizona)) ist ein deutscher Schauspieler, Autor, Synchronsprecher und Fotograf.

## Leben und Wirken
Oliver Betke studierte Schauspiel und Gesang an der Stage School in Hamburg. Erste Theaterengagements hatte er am Deutschen Schauspielhaus in Hamburg, dem Theater Bremen, dem Theatro Centro Oberhausen und dem Theater am Kurfürstendamm (2004). Seit 1993 wirkt er als Schauspieler in zahlreichen bekannten deutschen Fernsehserien mit. Als Autor verfasste er unter anderen die Drehbücher für acht Folgen der Fernsehserie SOKO München (2004 bis 2007). Seine Synchronstimme ist beispielsweise in Fernsehserien wie Dr. House, Monk oder Prison Break zu hören. Seit 2010 widmet er sich als freier Fotograf verstärkt dem Bereich Porträt- und Theaterfotografie.
Oliver Betke ist der Vater des Schauspielers Jonathan Elias Weiske und der Schauspielerin Martha Haberland. Er lebt in Berlin.

## Filmografie (Auswahl)
- 1993: Happy Holiday (Fernsehserie, 1 Folge)
- 1994–1996: Ärzte (Fernsehreihe, 3 Folge)
- 1995: Gegen den Wind (Fernsehserie, 1 Folge)
- 1996: Küsse niemals deinen Chef (Fernsehfilm)
- 1996: Tatort: Fetischzauber (Fernsehreihe)
- 1996: Männer sind was Wunderbares (Fernsehreihe, 2 Folgen)
- 1997: First Love – Die große Liebe (Fernsehreihe, 1 Folge)
- 1997: Frauen morden leichter (Fernsehreihe)
- 1997: Stubbe – Von Fall zu Fall (Fernsehserie, 1 Folge)
- 1999–2003: Herzschlag – Das Ärzteteam Nord (Fernsehserie, 84 Folgen)
- 1999–2003: SOKO München (Fernsehserie, 2 Folgen)
- 2000: Weißblaue Wintergeschichten (Fernsehserie, 1 Folge)
- 2002: SOKO Leipzig (Fernsehserie, 1 Folge)
- 2003: Schloßhotel Orth (Fernsehserie, 1 Folge)
- 2005: Inga Lindström – Sprung ins Glück (Fernsehreihe)
- 2006–2010: Unser Charly (Fernsehserie, 3 Folgen)
- 2008: Schloss Einstein (Fernsehserie, 1 Folge)